# Feliks Parčetić
Feliks Parčetić (Subotica, 12. rujna 1839. – 20. travnja 1889.) je bio ugarski političar. 
Rodom je bio bunjevački Hrvat, a dolazio je iz bogate plemićke obitelji.
Rodio se u Subotici. Pohađao je gimnazije u Subotici, Baji i Pečuhu. Studirao je u Ugarskoj (Pešta), Austriji (Beč) i Češkoj (Prag).
U Subotici je 1867. postao gradskim odvjetnikom. 1872. je postao zastupnikom u ugarskom saboru u Pešti. Ondje je prišao Deakovoj "desnoj" stranci.
1882. je postao novosadskim županom. 1887. je postao i bajskim županom.
Razlikovao se od nekih svojih suvremenika diljem svijeta, političara i intelektualaca, koji su se poveli za "liberalnijim" idejama i zatomljivali svoj kršćanski duh, nego je iskazivao veliku pobožnost i rado prijateljevao s katoličkim svećenstvom. 

Druga stvar po kojoj je značajno odudarao od tendencija svog vremena je ta što se razlikovao od brojnih hrvatskih intelektualaca iz Kraljevine Ugarske koji su se pomađarili, a nerijetko i stavili u službu asimilatorskih vlasti te čak progonili sunarodnjake od kojih su se odmetnuli. Parčetić se nije sramio svog podrijetla, nego ga je ponosito isticao, a sa sunarodnicima je govorio na materinjem hrvatskom jeziku kadgod je bio u prigodi.
Na Trgu mladenaca u Novom Sadu se nalazi klasicistička palača rezidencijalnog tipa koji je dao podignuti sam Feliks Parčetić. Feliks Parčetić je vrlo zaslužan za obnovu tog trga, na kojemu su skoro sve građevine bile stradale u buni 1849. Na pročelju te klasicističke palače se još uvijek primjetan grb plemićke obitelji Parčetić, kojoj je Feliks pripadao. Danas je u toj palači matičarski ured.
Umro je u travnju 1889.
Pokopan je na novosadskom Rimokatoličkom groblju